# Serie A 2009 (canoa polo maschile)
La Serie A 2009 è stata la 17ª edizione della massima serie del campionato italiano maschile di canoa polo disputato dal 1993, anno di adozione da parte della Federazione Italiana Canoa Kayak del regolamento internazionale.
Il successo nella stagione è andato alla Associazione Sportiva Dilettantistica Pro Scogli Chiavari, che ai play off ha avuto la meglio sul Circolo Nautico Posillipo.
G.Z. Academy bari, A.S.Mariner C.C. Roma, Jomar Club Catania e P.N. Katana sono state retrocesse in Serie A1 al termine della stagione regolare.
I play-off si sono disputati ad Ancona l'1 e 2 agosto 2009.

## Squadre partecipanti
| Club                             | Città              |
| -------------------------------- | ------------------ |
| Mariner Canoa Club               | Roma               |
| Società Sportiva Murcarolo       | Genova             |
| Polisportiva Nautica Katana      | Catania            |
| Canoa Kayak Gravità Zero Academy | Bari               |
| Circolo Nautico Marina S.Nicola  | San Nicola l'Arena |
| Circolo Nautico Posillipo        | Napoli             |
| CUS Bari                         | Bari               |
| Idroscalo Club                   | Milano             |
| Jomar Club Catania               | Catania            |
| Ghisamestieri Palermo            | Palermo            |
| KST 2001 Siracusa                | Siracusa           |
| Pro Scogli Chiavari              | Chiavari           |
| Canottieri Comunali Firenze      | Firenze            |
| Canoa Club Bologna               | Bologna            |

## Stagione Regolare

### Classifica
|  |     | Classifica 2009           | Pti | G | V | N | P | GF | GS | DR |
|  | --- | ------------------------- | --- | - | - | - | - | -- | -- | -- |
|  | 1.  | Pro Scogli Chiavari       | 64  | - | - | - | - | -  | -  | -  |
|  | 2.  | Circolo Nautico Posillipo | 62  | - | - | - | - | -  | -  | -  |
|  | 3.  | Ghisamestieri Palermo     | 57  | - | - | - | - | -  | -  | -  |
|  | 4.  | KST 2001 Siracusa         | 55  | - | - | - | - | -  | -  | -  |
|  | 5.  | C.Nautico Marina S.Nicola | 41  | - | - | - | - | -  | -  | -  |
|  | 6.  | C.C. Bologna              | 39  | - | - | - | - | -  | -  | -  |
|  | 7.  | S.S. Murcarolo            | 36  | - | - | - | - | -  | -  | -  |
|  | 8.  | Can. Comunali Firenze     | 34  | - | - | - | - | -  | -  | -  |
|  | 9.  | CUS Bari                  | 30  | - | - | - | - | -  | -  | -  |
|  | 10. | Idroscalo Club Milano     | 27  | - | - | - | - | -  | -  | -  |
|  | 11. | G.Z. Academy Bari         | 26  | - | - | - | - | -  | -  | -  |
|  | 12. | Mariner C.C. Roma         | 25  | - | - | - | - | -  | -  | -  |
|  | 11. | Jomar Club Catania        | 19  | - | - | - | - | -  | -  | -  |
|  | 12. | P.N. Katana               | 6   | - | - | - | - | -  | -  | -  |

## Play off

### Spareggi per le semifinali
- CC Palermo - CC Bologna 3-1
- KST Siracusa - Marina San Nicola 3-1
- CC Palermo - CC Bologna 3-2
- KST Siracusa - Marina San Nicola 6-3

### Semifinali
- PS Chiavari - KST Siracusa 4-3
- CC Palermo - CN Posillipo 1-1
- KST Siracusa - PS Chiavari 1-4
- CN Posillipo - CC Palermo 4-1

### Finali
- Marina San Nicola - CC Bologna 4-2
- CC Palermo - KST Siracusa 2-1
- PS Chiavari - CN Posillipo 3-2
- Marina San Nicola - CC Bologna 3-3
- CC Palermo - KST Siracusa 4-3
- PS Chiavari - CN Posillipo 5-2

### Classifica
1 Pro Scogli Chiavari 
2 Circolo Nautico Posillipo 
3 Ghisamestieri Palermo 
4 KST 2001 Siracusa
5 Circolo Nautico Marina di San Nicola
6 Canoa Club Bologna

## Vincitore
| Campione d'Italia 2009          |
| ------------------------------- |
| Pro Scogli Chiavari (4º titolo) |